# Qalidurut
Qalidurut (... – VII secolo) è stato re di Makuria nel VII secolo.
È noto soprattutto per le sue vittorie contro il califfato Rashidun nella prima e nella seconda battaglia di Dongola. Gli scontri, favorevoli a Qalidurut, garantirono alla Nubia (attuale Sudan) la non-annessione all'Egitto islamico.
Di Qalidurut si sa molto poco, la prima menzione del re proviene da fonti arabe. Dopo la sua vittoria contro Abdallah ibn Sa'd nella seconda battaglia di Dongola, firmò il Baqt per mantenere la pace tra Makuria e il califfato Rashidun. Il trattato regolò le relazioni politiche ed economiche di Makuria con il califfato per i successivi 520 anni. Dopo la firma del trattato Qalidurut e suo figlio Zaccaria ricostruirono la cattedrale di Dongola distrutta durante la guerra. Fece costruire in città anche un edificio cruciforme in ricordo dei difensori di Dongola. La città di Dongola conobbe prosperità sotto il loro regno.